# Вал-Верде (округ)
О́круг Вал-Верде (англ. Val Verde county) — округ штата Техас Соединённых Штатов Америки. На 2000 год в нём проживало 44 856 человек. По оценке бюро переписи населения США в 2008 году население округа составляло 48 053 человек. Окружным центром является город Дель-Рио.

## История
Округ Вал-Верде был сформирован в 1885 году из участков округов Крокетт, Кинни и Пекос. Он был назван в честь битвы Вал-Верде в Гражданской войне.